# 蒙托托内
蒙托托内（義大利語：Montottone），是意大利费尔莫省的一个市镇。总面积16.43平方公里，人口1019人，人口密度62.0人/平方公里（2009年）。ISTAT代码为044052。